# Unreal (serie)
Unreal è una serie di videogiochi di tipo sparatutto in prima persona sviluppati da Epic Games e Digital Extremes

## Titoli della serie

### Serie principale
La serie Unreal era originariamente per il singolo giocatore e si hanno:
- Unreal Il primo titolo pubblicato, uscito nel 1998.
  - Return to Na Pali espansione del primo titolo, uscita nel 1999.
- Unreal II: The Awakening titolo del 2003.

### SerieTournament
Inoltre i Digital Extremes, in collaborazione con Epic Games, ha sviluppato la serie Tournament, dedicata al multigiocatore, quali:
- Unreal Tournament, primo titolo dedicato al multigiocatore, uscito nel 1999.
- Unreal Tournament 2003, uscito nell'ottobre 2002.
- Unreal Tournament 2004, uscito a marzo 2004, per il quale è disponibile la versione E.C.E. (Editor's Choice Edition).
- Unreal Tournament 3, uscito nel novembre 2007.
  - Unreal Tournament 3: Titan Pack, espansione gratuita di Unreal Tournament 3 del 2009.

- Unreal Tournament, annunciato l'8 maggio 2014, ancora disponibile in stato di pre-alpha, ma che per problematiche di sviluppo è stato cancellato dai progetti della Epic Games.

### SerieChampionship
È infine presente anche la serie Championship, una riedizione del Tournament, esclusivamente per console, quali:
- Unreal Championship, uscito nel 2002.
- Unreal Championship 2: The Liandri Conflict, uscito nel 2005.